# Varagavank
Varagavank (Armeens: Վարագավանք, Nederlands: Klooster van Varag), ook bekend als Yedi Kilise (Turks voor Zeven Kerken), is een beroemd Armeens-apostolisch klooster uit de 11e eeuw. Het werd tijdens de Armeense Genocide in 1915 door het Turkse leger verwoest. Het klooster lag aan de voet van de Varag-berg, negen kilometer oostelijk van de stad Van in Turkije. De ruïnes er van bevinden zich in het Koerdische dorp Bakraçlı, dat op de plaats van het klooster werd gebouwd.

## Geschiedenis

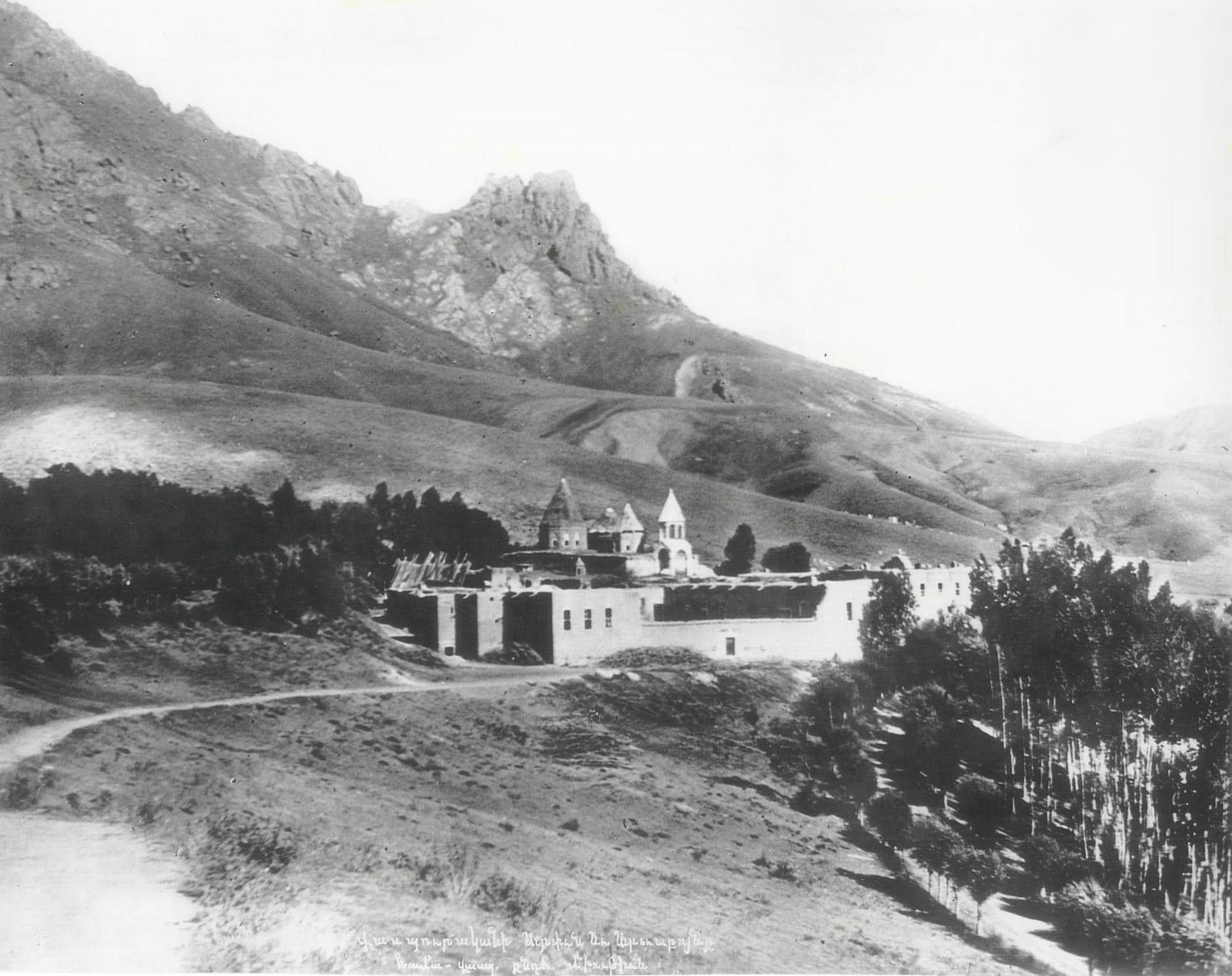
Het klooster voor 1915

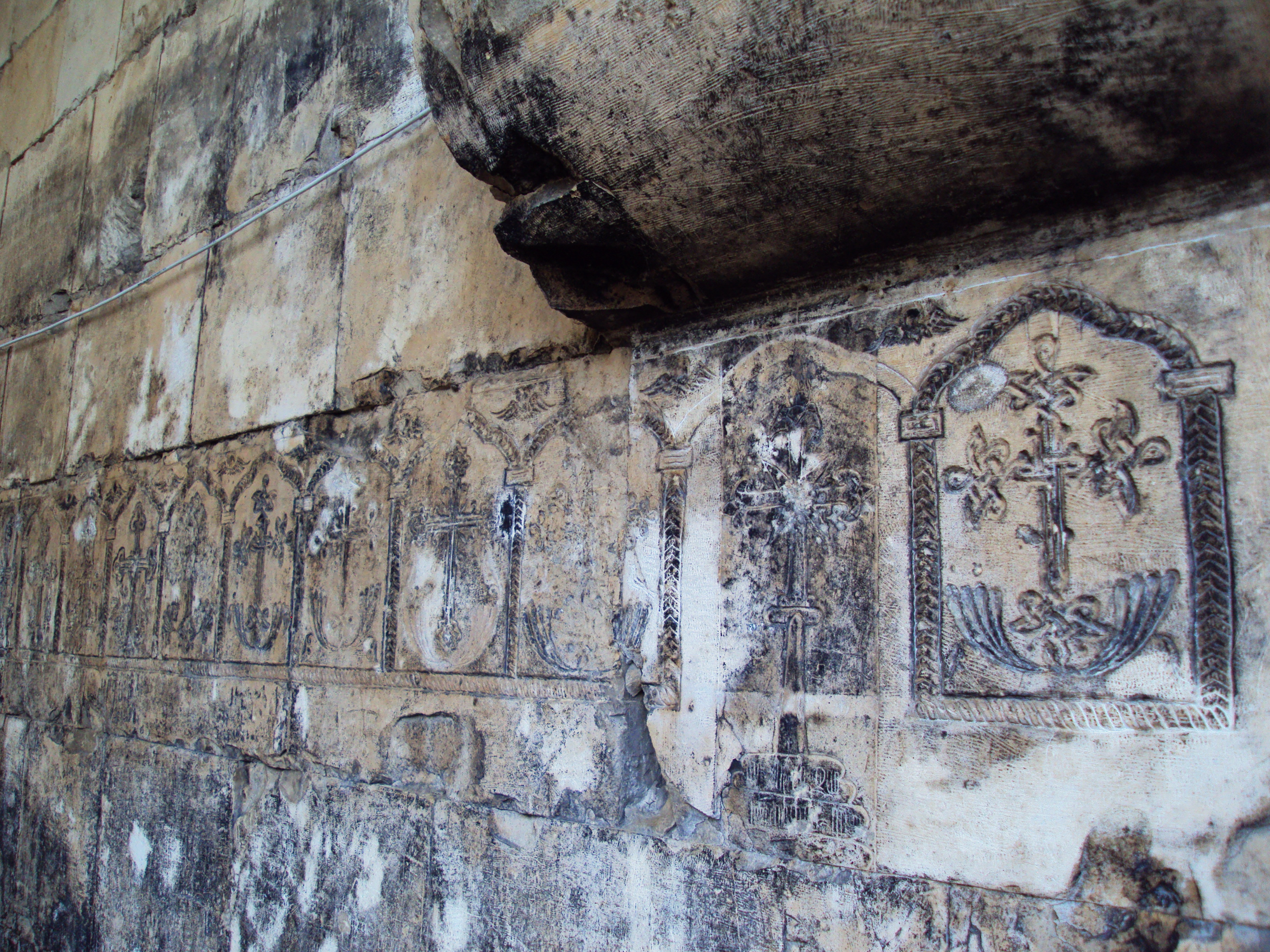
Muurversieringen in de ruïnes

De geschiedenis van het klooster gaat terug tot de derde eeuw toen, onderweg naar Etsjmiadzin, de Armeense heilige Sint-Hripsime, er een fragment van het Ware Kruis achterliet. Het verloren gewaande relikwie werd in het jaar 664 door twee monniken terug gevonden, waarna men een kapel bouwde.
Koning Senekerim van de Artsruni-dynastie vergrootte het reeds bestaande complex tot een klooster om het belangrijkste relikwie in zijn rijk een waardiger plaats te kunnen geven. Na de overdracht van het koninkrijk aan het Byzantijnse Rijk kwam het relikwie na omzwervingen terecht in de Kerk van Sint-Nishan in de stad Van. Tijdens het beleg van Van in 1915 ging het relikwie waarschijnlijk verloren.
Het klooster kende in de 17e en 18e eeuw een periode van voorspoed, maar boette in de 19e eeuw snel aan invloed in. Wisselend werd het klooster aangevallen door Koerdische stammen en door de autoriteiten georganiseerde anti-Armeense bendes. Toen de regio Van nog de enige regio was waar de Armeense gemeenschap een meerderheid vormde  was de repressie groot. In 1896 werd het klooster tijdens de Hamidische bloedbaden geplunderd.
Het complex van zeven kerken en een poortgebouw werd tijdens de Armeense genocide in 1915 een toevlucht voor duizenden Armeniërs, vooral ook vanwege de strategische positie ten opzichte van de ontsluitingswegen naar de Perzische grens. Op 8 mei 1915 werd het klooster door Turkse troepen ingenomen en in brand gestoken. Sindsdien zijn er alleen nog ruïnes.